# NGC 6009
NGC 6009 ist eine 14,5 mag helle Spiralgalaxie vom Hubble-Typ S im Sternbild Schlange und etwa 475 Millionen Lichtjahre von der Milchstraße entfernt.
Sie wurde am 2. Juni 1864 von Albert Marth entdeckt.